# چاغیل‌لی (دمیراوزو)
چاغیل‌لی (به ترکی استانبولی: Çağıllı، به کردی: Xanzar) یک منطقهٔ مسکونی در ترکیه است که در دمیراوزو واقع شده‌است. چاغیل‌لی ۹ نفر جمعیت دارد.